# Apostole del Sacro Cuore di Gesù
Le apostole del Sacro Cuore di Gesù sono un istituto religioso femminile di diritto pontificio, fondato dalla beata Clelia Merloni: le suore di questa congregazione pospongono al loro nome la sigla A.S.C.J.

## Storia
La congregazione venne fondata il 30 maggio 1894 a Viareggio da Clelia Merloni (1861-1930): nel 1900 la casa madre venne trasferita a Piacenza, dove il vescovo Giovanni Battista Scalabrini diede alle suore l'incarico di affiancare i missionari di San Carlo nell'assistenza agli emigrati, poi ad Alessandria e, nel 1916, a Roma.
Ha ricevuto il pontificio decreto di lode il 17 luglio 1921: l'istituto è stato definitivamente approvato dalla Santa Sede il 24 marzo 1931 (le sue costituzioni il 17 ottobre 1941).

## Attività e diffusione
Il fine delle apostole del Sacro Cuore è quello di propagare la devozione al Sacro Cuore di Gesù attraverso la catechesi, l'istruzione dei giovani e dei fanciulli e l'assistenza agli anziani e agli ammalati.
La congregazione è presente in Italia, Albania, Svizzera, in America (Argentina, Cile, Brasile, Messico, Paraguay, Stati Uniti d'America, Uruguay), in Africa (Benin, Mozambico) e in Asia (Filippine, Taiwan): la sede generalizia è a Roma.
Al 31 dicembre 2005 l'istituto contava 1320 religiose in 195 case.